# 加トザキ 突撃!隣のワケありカップル
『加トザキ 突撃!隣のワケありカップル 』とは、BeeTVで配信されているバラエティ番組・お笑い番組である。

## 概要
2013年6月1日より全20話を配信。タイトルの加トザキは、加藤茶と山崎弘也の両名の一部をとって付けられている。『街行く普通のカップルの生活を覗き見たら常識を超越していた!?』、という番組コンセプトのもと、加藤茶と山崎弘也がワケアリ夫婦の自宅を突撃する。
突撃先でのMCは、主に山崎が務め、加藤茶はロケを邪魔する形で登場する。1回の配信が5分程度のVTRだが、実質加藤茶の登場時間は1分にも満たない。加藤茶が登場しロケを妨害すると、山崎や女性アシスタントが叩くというお決まりのスタイルをとっている。

## 出演者
- 加藤茶、山崎弘也（メイン）
- 夏川純、神戸蘭子、大島麻衣（アシスタント）

## 突撃した夫婦
イケイケのギャルママと黒歴史を抱えた夫
奥様は元ヤンギャルママ。夫も喧嘩上等、ツッパリトラック野郎。…かと思いきや、旦那のヤンキーはなんと社会人デビュー。自宅突撃でどんどんボロが出てくる。
収入ゼロ夫は元超人気芸人! 嫁は女社長、ワケあり収入格差夫婦の自宅に突入
収入の無い夫は、Rまにあのしゅくはじめ。女社長の奥様との間に生まれた家庭内格差を暴露。働かざるもの食うべからず。妻と子供の残り物しか食べさせてもらえない過酷な夫婦生活が明らかになった。
本能炸裂! お尻にカプッと咬みつくワケあり主従関係カップル
SM好きのケバケバ夫婦。フリーカメラマンとして活動する奥様は女王様。絵描きの旦那は完全服従のドＭ体質。都内のワンルームマンションで暮らす異質な夫婦に突撃した。
ベタホレ旦那とキュート妻のワケあり夫婦
妻のよし江はテレビでも話題の美魔女。そんな美人奥様が好きすぎる旦那は、専用HPを開設中!自主制作グラビアや、妻に向けた歌など、想像を絶するラブラブ夫婦。
経験人数800人!? ワケありすぎ夫婦
家の壁は全面ピンク。出て来た旦那も全身ピンク姿。そんなぶっ飛び夫は経験人数800人というヤンチャ野郎だった。家にキャバクラまで作ってしまい、妻はそこで働くナンバーワンキャバ嬢。ワケがありすぎな家庭の内情を白日の下にさらされた。
ガチンコ仮面夫婦
現役覆面レスラーのミステルカカオとバングーバーキャット。マスクを絶対に脱がない私生活に密着したらコントのようだった。寝るときも顔を洗うときも歯を磨くときもマスクを脱がない夫婦をいじり倒す。
性別逆転夫婦
男が嫁で女が旦那??? おなべとニューハーフの夫婦生活を読み解きます。恋愛対象は男? 女? 性別逆転夫婦の出会いって・・・? ザキヤマが責任もってイジリ倒します。
セクシーコスプレ夫婦
妻はコスプレ界で有名な花房マキ。衣装代200万円! ワケありセクシー妻はコスプレ界のグラビアクイーン!? コスプレのために作られた自宅に一同衝撃!
史上最高齢のギャル妻登場!? 年の差四半世紀のワケあり夫婦!
妻は75歳、夫は50歳、衝撃年の差夫婦!妻のやり過ぎ若作りを大公開!。
行き過ぎたコンビ愛に火がつき、結婚しちゃった芸人
芸人コンビ夫婦が登場! ギリギリ生活の中、怪しい趣味に走る夫を大公開!売れなさすぎなのに騙されるダメンズ旦那のワケあり浪費癖!

## スタッフ
- ナレーター：庄司宇芽香
- 構成：山形遼介、若林寛朗
- タイトル：よシまるシン
- 編成：斉藤秀
- AD：根来昭人、山田望、深田夢
- ディレクター：中西正太、山上寛人
- 演出：広瀬陽一
- AP：吉田眞由美
- プロデューサー：鈴木健太郎、井澤秀治、たぐちゆたか
- プロデュース：柳崎芳夫
- 企画：イザワオフィス
- 制作：株式会社オクタゴン